# 세계는 지금 (MBN)
《세계는 지금》은 대한민국 매일경제TV MBN에서 평일 아침 8시 25분에 방송되었던 매일경제TV MBN의 아침 국제뉴스 프로그램이다.

## 같이 보기
- 월드 투데이 (MBN)